# World Golf Championships
De World Golf Championships (WGC) werd in 1999 opgezet en bestond toen uit drie golfkampioenschappen die telden voor de Order of Merit van de Europese PGA Tour en de Japan Golf Tour, en erkend zijn door de Aziatische PGA Tour, de Australaziatische Tour en de Sunshine Tour.
De Bridgestone bestond al sinds 1976 en hoorde bij de voormalige 'World Series of Golf'. Van 2000 - 2006 behoorde de World Cup ook bij de WGC, sindsdien blijft het erkend door de Internationale Federatie van PGA Tours.

In 2009 werd het HSBC toernooi, dat sinds 2005 bestond, toegevoegd als vierde toernooi van de WGC-serie. Het toernooi telde in 2009 (nog) niet mee voor de rangorde van de Amerikaanse PGA Tour. Wel werd de winnaar van de HSBS door de Amerikaanse Tour uitgenodigd voor het SBS Kampioenschap, het eerste toernooi van het seizoen, waar alle winnaars van het afgelopen seizoen worden uitgenodigd.
De organisatie van deze vier toernooien is in handen van de International Federation of PGA Tours.
| Toernooi                       | Trofee                 | Kleur          | Sinds | Maand               | Baan                                    |
| ------------------------------ | ---------------------- | -------------- | ----- | ------------------- | --------------------------------------- |
| WGC - Matchplay                | The Walter Hagen Cup   | lichtblauw-wit | 1999  | januari of februari | op wisselende banen                     |
| WGC - CA Championship          | The Gene Sarazen Cup   | blauw-goud     | 2007  | maart               | Doral Golf Resort & Spa, Miami, Florida |
| WGC - Bridgestone Invitational | The Gary Player Cup    | geel-zwart     | 1999  | augustus            | Firestone Country Club                  |
| WGC - HSBC Champions           | The Old Tom Morris Cup | grijs-wit      | 2006  | november            | Sheshan Golf Club, Shanghai             |
| Tournament of Hope             |                        |                | 2013  | december            | geannuleerd                             |

## Doel
WGC werd opgericht om topspelers van de verschillende Tours vaker met elkaar te laten spelen, en niet alleen tijdens de Majors. Dat de toernooien hoog staan aangeschreven blijkt uit het spelersveld en uit de punten die de winnaar voor de Werelsranking krijgt. Winnaars van een Major krijgen 100 punten, voor het winnen van een WGC toernooi tussen de 70 en 78. Alleen de winnaar van het Players Championship krijgt meer, dat wil zeggen 80 punten.

## Kritiek
De reden dat de vier WGC-toernooien vaak in de Verenigde Staten worden gespeeld is dat het prijzengeld daar hoger is dan buiten het continent. Toch hebben vooral de media hierop veel kritiek gehad, omdat het een 'wereldkampioenschap' is, en dus ook regelmatig buiten de Verenigde Staten moet worden gespeeld.
| Jaar | Match Play       | Championship            | Invitational   | World Cup        | Champions          |
| ---- | ---------------- | ----------------------- | -------------- | ---------------- | ------------------ |
| 1999 | Jeff Maggert     | Tiger Woods             | Tiger Woods    | =                | =                  |
| 2000 | Darren Clarke    | Mike Weir               | Tiger Woods    | Verenigde Staten | =                  |
| 2001 | Steve Stricker   | geannuleerd wegens 9/11 | Tiger Woods    | Zuid-Afrika      | =                  |
| 2002 | Kevin Sutherland | Tiger Woods             | Craig Parry    | Japan            | =                  |
| 2003 | Tiger Woods      | Tiger Woods             | Darren Clarke  | Zuid-Afrika      | =                  |
| 2004 | Tiger Woods      | Ernie Els               | Stewart Cink   | Engeland         | =                  |
| 2005 | David Toms       | Tiger Woods             | Tiger Woods    | Wales            | =                  |
| 2006 | Geoff Ogilvy     | Tiger Woods             | Tiger Woods    | Duitsland        | =                  |
| 2007 | Henrik Stenson   | Tiger Woods             | Tiger Woods    | =                | =                  |
| 2008 | Tiger Woods      | Geoff Ogilvy            | Vijay Singh    | =                | =                  |
| 2009 | Geoff Ogilvy     | Phil Mickelson          | Tiger Woods    | =                | Phil Mickelson     |
| 2010 | Ian Poulter      | Ernie Els               | Hunter Mahan   | =                | Francesco Molinari |
| 2011 | Luke Donald      | Nick Watney             | Adam Scott     | =                | Martin Kaymer      |
| 2012 | Hunter Mahan     | Justin Rose             | Keegan Bradley | =                | Ian Poulter        |
| 2013 | Matt Kuchar      | Tiger Woods             | Tiger Woods    | =                | Dustin Johnson     |
| 2014 | Jason Day        | Patrick Reed            | Rory McIlroy   | =                | Bubba Watson       |
| 2015 | 29 april-3 mei   | Dustin Johnson          | 6-9 augustus   | =                | 5-8 november       |